# Finlands uafhængighedserklæring
| Finlands uafhængighedserklæring i den finske udgave |  | Finlands uafhængighedserklæring i den finske udgave |
| Finlands uafhængighedserklæring i den finske udgave |  |                                                     |

Finlands uafhængighedserklæring blev vedtaget af Finlands parlament 6. december 1917. Den udråber Finland til en uafhængig og suveræn nationalstat efter at have været et russisk storhertugdømme i godt hundrede år. Den 6. december fejres i Finland som republikkens uafhængighedsdag.

## Baggrund
Februarrevolutionen og ikke mindst oktoberrevolutionen 1917 i det Russiske Kejserrige fostrede håb i storhertugdømmet Finland. Efter zar Nikolajs abdikation 15. marts dette år forsvandt grundlaget for en personalunion mellem Finland og Rusland efter mange finners mening.
Som følge heraf erklærede Parlamentet 5. november 1917 sig som "indehaver af den øverste statsmagt" i Finland med udgangspunkt i Finlands grundlov, mere præcist i §38 i Sveriges forfatning (1772), som var blevet bestemt af Sveriges stænderrigsdag efter Gustav 3. af Sveriges ublodige kup.
I flere måneder rasede nu den finske borgerkrig, der sluttede med en afgørende sejr til De Hvide, der var støttet af Tyskland. Sejren tvang den røde sovjetiske regering til at acceptere Finlands uafhængighed, og russerne, der havde støttet De Røde i Finland, skiftede front og drog til det sydvestlige og centrale Rusland for at kvæle tyrkisk og ukrainsk modstand i stedet.
Den 15. november 1917 udstedte bolsjevikkerne en erklæring om rettigheder for folk i Rusland, der pointerede alle folks ret til selv at bestemme, hvem de ville høre under, herunder retten til separatisme og dannelse af egen stat. Den samme dag udsendte det finske parlament en erklæring, med hvilken det påtog sig pro tempore storfyrstens magt i Finland.
Den gamle svenske forfatning fra 1772 blev imidlertid ikke længere regnet for egnet som finsk forfatning. I ledende kredse havde man i lang tid ment, at monarkiet og arvelige adelsprivilegier var forældede, og der blev advokeret for en republikansk grundlov for Finland.
Senatet, som havde sammenfattet regeringskabinettet og højesteret under det russiske herredømme, havde efter zarens abdikation fået mere magt, og det fremlagde et forslag til en nye grundlov 4. december 1917. Uafhængighedserklæringen fik af tekniske årsager som en præambel til forslaget og skulle vedtages af parlamentet.
Den 31. december 1917 udstedte folkekommissærernes råd i Rusland et dekret, hvori man anerkendte Finlands selvstændighed, og 4. januar 1918 blev dette godkendt af den højeste sovjets centralkomité.

## Erklæringen og 15. november
I erklæringen fra den 15. november lyder det således:
Finlands folk taget sin skæbne i sine egne hænder, og den aktuelle situation både berettiger og forpligter det dertil. Finlands folk er i bund og grund overbevist om, at det kun kan opfylde sine nationale og mellemfolkelige opgaver som et helt igennem frit folk. Vort århundredgamle frihedslængsel bør nu opfyldes; Finlands folk bør træde frem blandt verdens øvrige folk som en uafhængig nation.
(..) Og Finlands folk tør samtidig håbe på andre nationers erkendelse af, at dette folk bedst i uafhængighed og frihed kan arbejde på at varetage de opgaver, som ved fuldførelsen heraf vil gøre det fortjent til en selvstændig plads mellem kulturfolkene.

### Kontekst
I lighed med Finland erklærede Estland, Letland, Litauen og Ukraine også deres frihed fra Rusland i den periode. For Ukraine blev friheden dog kun kortvarig, idet landet blev en del af Sovjetunionen ved denne nations erklæring i 1922. De tre baltiske lande overlevede som selvstændige lande til 1940, hvor Sovjetunionen annekterede dem i to omgange, og de fik i lighed med Ukraine og andre tidligere dele af Sovjetunionen først igen deres frihed ved Sovjetunionens opløsning i 1991.
| Finlands uafhængighedserklæring i den svenske udgave |  | Finlands uafhængighedserklæring i den svenske udgave |
| Finlands uafhængighedserklæring i den svenske udgave |  |                                                      |

### Den samlede ordlyd af Finlands uafhængighedserklæring
Til det finske folk
Ved Finlands Landdags møde i dag har Finlands Senat ved sin formand for Landdagen fremlagt bl.a. forslag til en ny regeringsform i Finland. Senatets formand har i den forbindelse på vegne af Senatet udtalt:
Finlands Landdag har den 15. den seneste november med støtte i §38 i Grundloven erklæret sig til at indehave den øverste statslige magt samt at opstille landets Regering og har påtaget sig som sin fremmeste opgave at virkeliggøre og sikre Finlands uafhængighed som stat. Finlands folk taget sin skæbne i sine egne hænder, og den aktuelle situation både berettiger og forpligter det dertil. Finlands folk er i bund og grund overbevist om, at det kun kan opfylde sine nationale og mellemfolkelige opgaver som et helt igennem frit folk. Vort århundredgamle frihedslængsel bør nu opfyldes; Finlands folk bør træde frem blandt verdens øvrige folk som en uafhængig nation.
Opnåelsen af dette mål kræver nogle handlinger fra Landdagens side. Finlands nugældende regeringsform, som ikke er umiddelbart anvendelig i den nuværende situation, kræver en fuldstændig omarbejdning, og derfor har Regeringen nu fremlagt et forslag til en regeringsform for Finland bygget på den grundforudsætning, at Finland skal være en selvstændig republik. Med afsæt i dette, at grundlaget i den nye regeringsform bør ufortøvet slås fast, har Regeringen samtidig afgivet en proposition til beslutning i denne sag sammen med andre lovforslag med den hensigt at tilgodese de mest trængende reformbehov inden den nye regeringsforms vedtagelse.
Det samme mål kræver også handlinger fra Regeringens side. Regeringen vil foretage henvendelser til andre magter for at få vort lands statslige selvstændighed anerkendt mellemfolkeligt. Det er i særdeleshed især i den nuværende situation så meget mere nødvendigt, som den alvorlige situation skabt af landets fuldkomne isolering, hungersnøden og arbejdsløsheden tvinger Regeringen til at skabe relationer til fremmede magter, for fra dem at få levnedsmidler og varer, der er nødvendige i industrien, og derigennem redde landet fra en truende hungersnød og en stagnation i industrien.
Det russiske folk har, efter at have styrtet zarvældet, flere gange udtrykt viljen til at give det finske folk retten til selv at vælge sin skæbne, en ret, som har grundlag i dette folks gennem århundreder fortsatte kulturudvikling; og gennem krigens rædsler har det hørt en kraftig stemme sige, at et af målene med verdenskrigen har været at fortælle, at intet folk mod sin vilje skal tvinges i afhængighed af et andet (folk). Det finske folk vover at tro, at det frie russiske folk og dets konstituerende nationalforsamling ikke vil lægge hindringer i vejen for Finlands stræben efter at indtage en plads blandt de frie og uafhængige nationers antal. Og Finlands folk tør samtidig håbe på andre nationers erkendelse af, at dette folk bedst i uafhængighed og frihed kan arbejde på at varetage de opgaver, som ved fuldførelsen heraf vil gøre det fortjent til en selvstændig plads mellem kulturfolkene.
Samtidig med, at Regeringen har villet lade disse ord komme til alle finske borgeres kendskab, vender Regeringen sig til såvel de enkelte borgere som til myndigheder med en alvorlig opfordring til, at hver i sin by urokkeligt overholder lov og orden og med opfyldelse af sin patriotiske pligt samler alle sine kræfter for at hjælpe med at opfylde nationens fælles mål i denne tid, hvilket er af større betydning og mere afgørende end alt, hvad Finlands folk hidtil har gennemlevet. Helsingfors, 4. december 1917.
Det Finske Senat
P.E. Svinhufvud. E.N. Setälä.

Kyösti Kallio. Jalmar Castrén.

Onni Talas. Arthur Castrén.

Heikki Renvall. Juhani Arajärvi.

Alexander Frey. E.Y. Pehkonen.

O.W. Louhivuori.

## Følger af uafhængighedserklæringen
Lidelser plagede den brede befolkning, hvilket allerede havde resulteret i en foruroligende politisk polarisering, og den finske borgerkrig skulle snart bryde ud. Erklæringen forsøgte rent faktisk at pege på problemerne herom:
Regeringen vil foretage henvendelser til andre magter for at få vort lands statslige selvstændighed anerkendt mellemfolkeligt. Det er i særdeleshed især i den nuværende situation så meget mere nødvendigt, som den alvorlige situation skabt af landets fuldkomne isolering, hungersnøden og arbejdsløsheden tvinger Regeringen til at skabe relationer til fremmede magter, for fra dem at få levnedsmidler og varer, der er nødvendige i industrien, og derigennem redde landet fra en truende hungersnød og en stagnation i industrien.
Parlamentet vedtog 6. december uafhængighedserklæringen, og derfor er det denne dag, der står som Finlands uafhængighedsdag.

### Liste over nationernes anerkendelse af selvstændigheden
| Russiske SFSR                                  | 4. januar 1918    |
| Frankrig                                       | 4. januar 1918    |
| Sverige                                        | 4. januar 1918    |
| Tyskland                                       | 4. januar 1918    |
| Grækenland                                     | 5. januar 1918    |
| Norge                                          | 10. januar 1918   |
| Danmark                                        | 10. januar 1918   |
| Schweiz                                        | 11. januar 1918   |
| Østrig-Ungarn                                  | 13. januar 1918   |
| Nederlandene                                   | 28. januar 1918   |
| Spanien                                        | 21. februar 1918  |
| Osmanniske rige                                | 21. februar 1918  |
| Bulgarien                                      | 27. februar 1918  |
| Argentina                                      | 11. maj 1918      |
| Persien                                        | 23. juli 1918     |
| Siam                                           | 9. oktober 1918   |
| Polen                                          | 8. marts 1919     |
| Storbritannien                                 | 6. maj 1919       |
| USA                                            | 7. maj 1919       |
| Japan                                          | 23. maj 1919      |
| Belgien                                        | 10. juni 1919     |
| Chile                                          | 17. juni 1919     |
| Peru                                           | 23. juni 1919     |
| Italien                                        | 27. juni 1919     |
| Uruguay                                        | 18. august 1919   |
| Liechtenstein                                  | 27. oktober 1919  |
| Portugal                                       | 19. december 1919 |
| Brasilien                                      | 26. december 1919 |
| Colombia                                       | 31. december 1919 |
| Rumænien                                       | 8. april 1920     |
| Venezuela                                      | 18. april 1920    |
| Panama                                         | 17. maj 1920      |
| Ecuador                                        | 25. juli 1920     |
| Ungarn                                         | 23. august 1920   |
| Paraguay                                       | 3. juli 1921      |
| Luxemburg                                      | 25. oktober 1921  |
| Serbernes, kroaternes og slovenernes kongerige | 27. juli 1922     |
| Afghanistan                                    | 17. juli 1928     |
| Albanien                                       | 1. december 1928  |

### Nyere tid
Halvfemsårsdagen for Finlands uafhængighed blev blandt andet fejret ved at udgive en €5-mindemønt i 2007. Bagsiden viser eksempler på helleristninger, mens forsiden viser en båd med ni årer og roere som symbol på Finlands karaktertræk i form af samarbejde. Man ser desuden tegn på musik og finske citar-strenge på mønten.